# Комендант гуртожитку (фільм)
«Комендант гуртожитку» (англ. Housemaster) — британська кінокомедія 1938 року режисера Герберта Бренона з Отто Крюгером, Діаною Черчилль та Філліпсом Голмсом в головних ролях. Знятий Асоціацією Британської Корпорації на Elstree Studios. За сюжетом, три дівчини прибувають в елітну приватну школу Англії та спричиняють проблеми, як з чоловіками-студентами, так і з викладачами. Сюжет базується на однойменній п'єсі 1936 року Яна Хея.

## В ролях
- Отто Крюгер — Чарльз Донкін
- Діана Черчилль[en] — Розмарі Фрінґдон
- Філліпс Голмс[en] — Філіп де Пурвіль
- Джойс Барбур[en] — Барбара Фейн
- Рене Рей[en] — Кріс Фрінґдон
- Кінастон Рівз — преподобний Едмунд Овінгтон
- Вальтер Гадд[en] — Френк Гастінгс
- Майкл Шеплі[en] — Віктор Біміш
- Джон Вуд[en] — Флоссі Найтінгейл
- Сесіл Паркер[en] — Берклі Найтінгейл
- Генрі Гепворт — Бімбо Фрінґдон
- Розамунд Барнс — Баттон Фрінґдон
- Лоуренс Кітчин — Крамп
- Джиммі Генлі[en] — Треверс